# Johanna van Eybergen

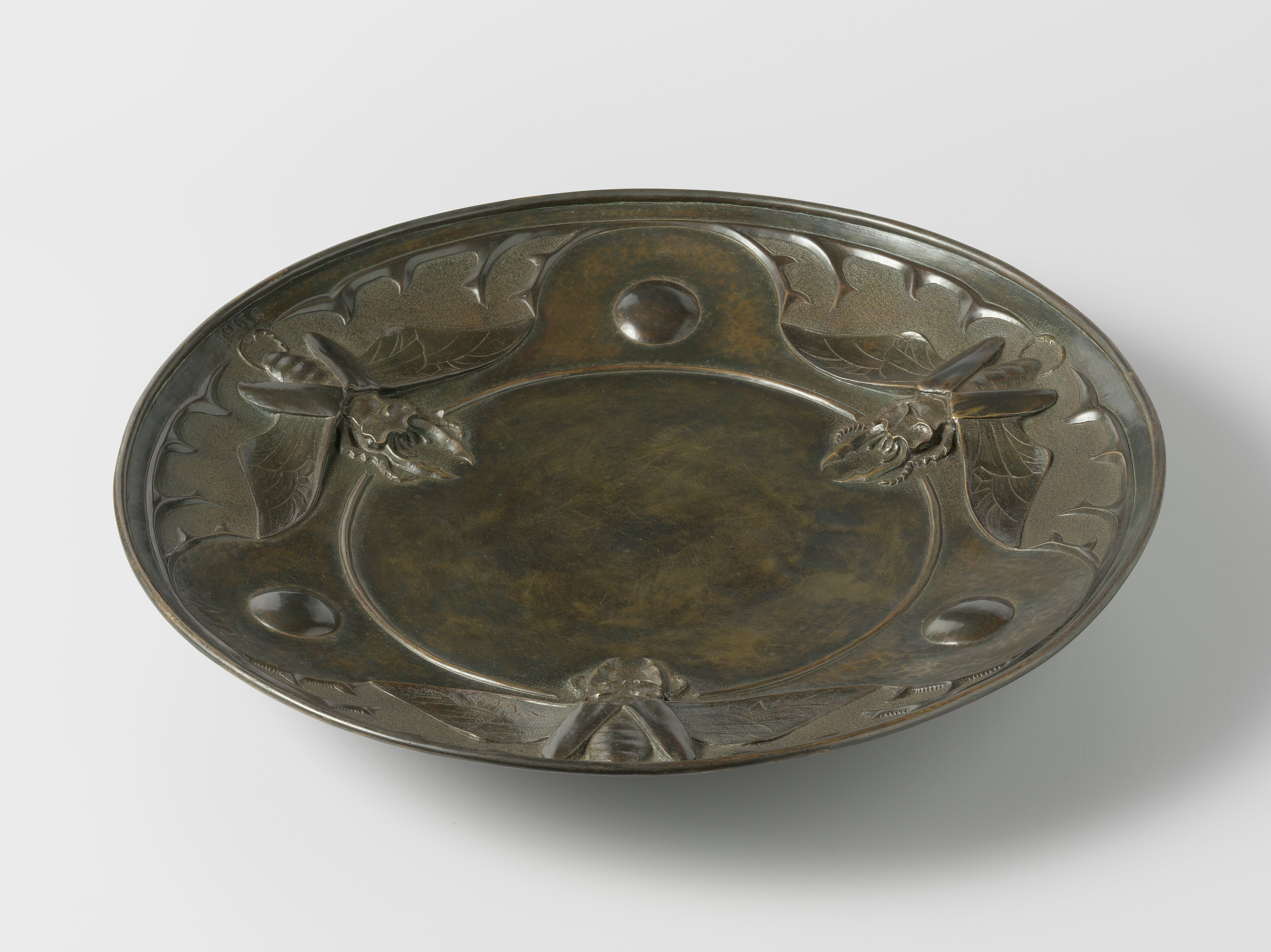
Cuenco con libélulas en relieve

Johanna Gerarda Theodora van Eybergen, también deletreada van Eijbergen, (Ambon, 17 de abril de 1865 - La Haya, 13 de mayo de 1950) fue una artista holandesa especializada en artes aplicadas y diseño, notable por su trabajo Art Nouveau en metal. Fue la primera y, durante mucho tiempo, la única mujer artista de Duch que trabajó en diseño sobre metal.

## Trayectoria
Estudió pintura y diseño de metales en la Real Academia de Arte de La Haya entre 1887 y 1893. Entre 1904 y 1909 trabajó en el taller de calderería de G. Dikkers & Co. en Hengelo, creando diseños de Art Nouveau. Sus adornos utilizaban principalmente temas naturales, a menudo insectos. Posteriormente y hasta 1930 trabajó como profesora de dibujo en Alkmaar.
Eybergen era miembro de Nederlandsche Vereeniging voor Ambachts- en Nijverheidskunst (VANK), la Asociación Holandesa de Artesanía y Artesanía.